# ハクレン
ハクレン（白鰱、Hypophthalmichthys molitrix）は、コイ科ハクレン属に分類される中国原産の淡水魚。いわゆるレンギョの一種で、古くから中国で養蚕とリンクした養殖システムで食用とされてきた中国四大家魚のひとつでもある。

## 名称
中国語でも標準名は「白鰱、簡体字 白鲢（バイリエン）」、一般的には「鰱魚」と呼び、地方名に「扁（鯿）魚」、「鏢魚」、「鱢魚」がある。ベトナムでは「華南の白いレンギョ」を意味するカーメー・チャン・ホワナム（ベトナム語: Cá mè trắng Hoa Nam）か単にカーメー（Cá mèと称する。タイでは「舌の魚」を意味するプラーリン（タイ語: ปลาลิ่น）と称する。

## 分布
本来の分布域はシベリア東部から中国で、アムール川から西江までの流域である。日本には1878年に最初に持ち込まれ、1942年に本格的に移入された。現在では本州、九州に分布する帰化動物。ただし、確実な自然繁殖が確認されているのは利根川、霞ヶ浦周辺のみである。世界的にはユーラシア大陸東部、アメリカのミシシッピ川水系などに定着している。

## 特徴
白波を立てて飛び跳ねる、産卵期の豪快な集団大跳躍がよく知られ、中国では「跳鰱」という別名もある。
最大で130cm以上にもなる大型魚で成長が早い。日本産のものは100cm程度までのものが多いようである。鱗は細かく、体色は白銀。下顎が発達した受け口で、眼は顔のかなり下の方に付く。非常にアンバランスな、まるで上下逆のような特徴的な面構えであり、地方によってはシタメとも呼ばれる。普段は河川下流域の上層から中層に群れを作ってゆっくりと回遊している。
餌となるのは主に植物プランクトンで、摂取する際には上流を向いてエラを開閉させ、水を吸い込みながら濾し取って食べる。このような採餌方法のため、成長と共にエラにある鰓耙（さいは）が発達して海綿状となる。

## 繁殖行動

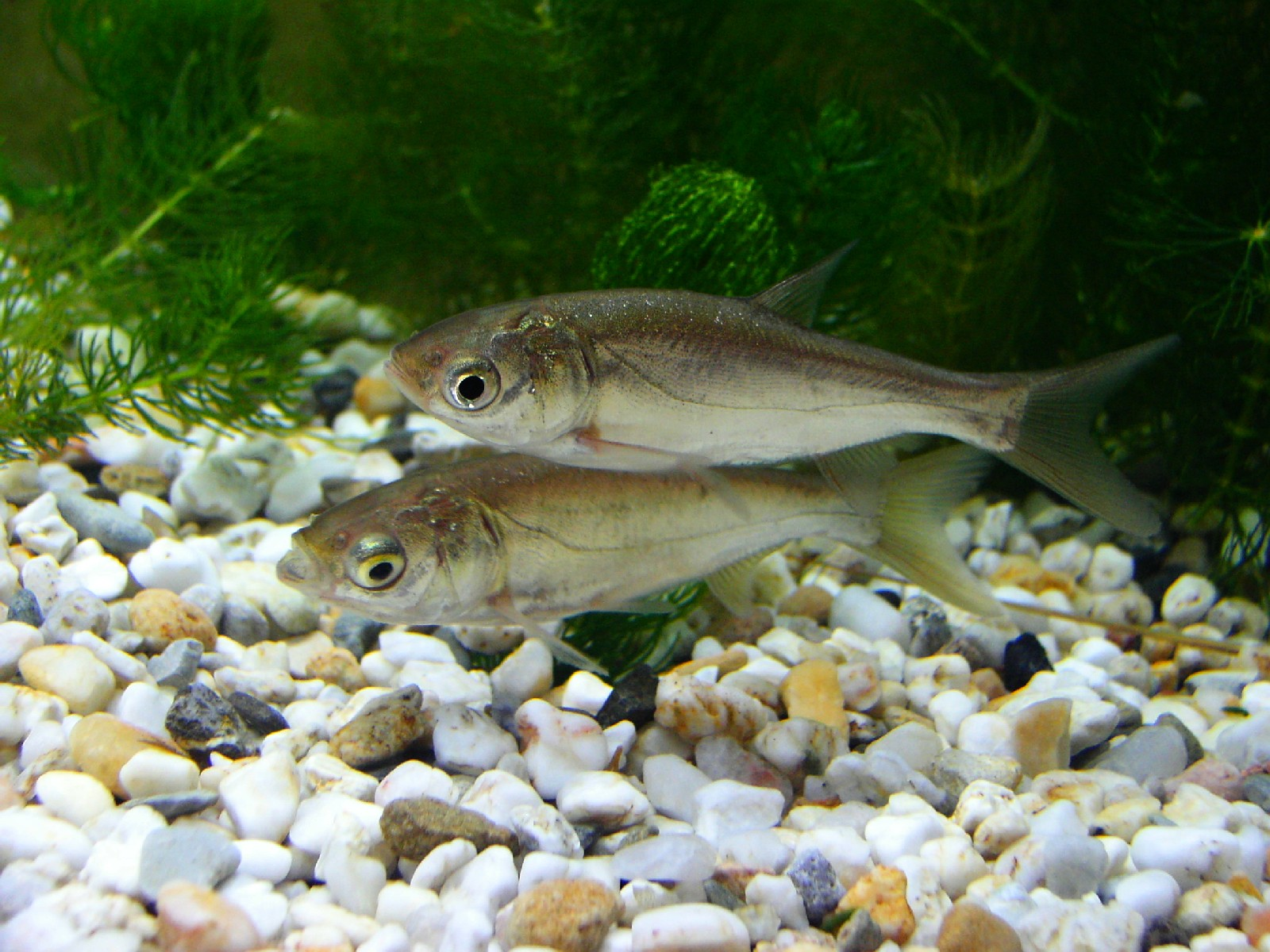
稚魚

5歳以上になって性成熟した成魚は、産卵期（5月下旬 - 7月中旬）に川の中流域まで一斉に遡上して集団での産卵を行う。利根川では埼玉県側で久喜市の栗橋地区付近、茨城県側で古河市中田地区、五霞町北部付近の流域にあたる。
毎年、産卵直前に観察できるハクレンの跳躍の原因は、音や振動などをきっかけにしているようだがはっきりとわかっておらず、産卵行為との因果関係も解明されていない、他にももともと住んでいた地域の天敵から逃げるための行動だとも言われている。巨大な魚体が何十、何百と競うように飛び跳ねる様は圧巻であるが、観察できるのは1年の内たった1日か、せいぜい数日である。期日も不定で年によっては1か月以上前後するため、簡単には見ることができない。この集団跳躍の後日に産卵が行われることが多く、雌は産卵をしながらほとんど動かずに水流に身を任せて流下し、そこに数匹の雄がまとわり付いて放精する。
産卵直後は1.5 - 2mmほどしかない卵は吸水して5mmほどになり、浮遊しながら川を下って約2日後に孵化する。これは中国の大河なら何も問題はないが、流域面積の狭い河川では孵化までに受精卵が海に放出されるか、孵化直後の仔魚にとって不利な水域で孵出してしまう。このため、日本のほとんどの河川で繁殖できないと考えられている。日本では唯一、利根川が自然繁殖の確認できる河川で、ここでは産卵2日後にちょうど霞ヶ浦や北浦付近に差し掛かるため、仔魚がそういった止水域に入り込むことができるためである。

## 養殖

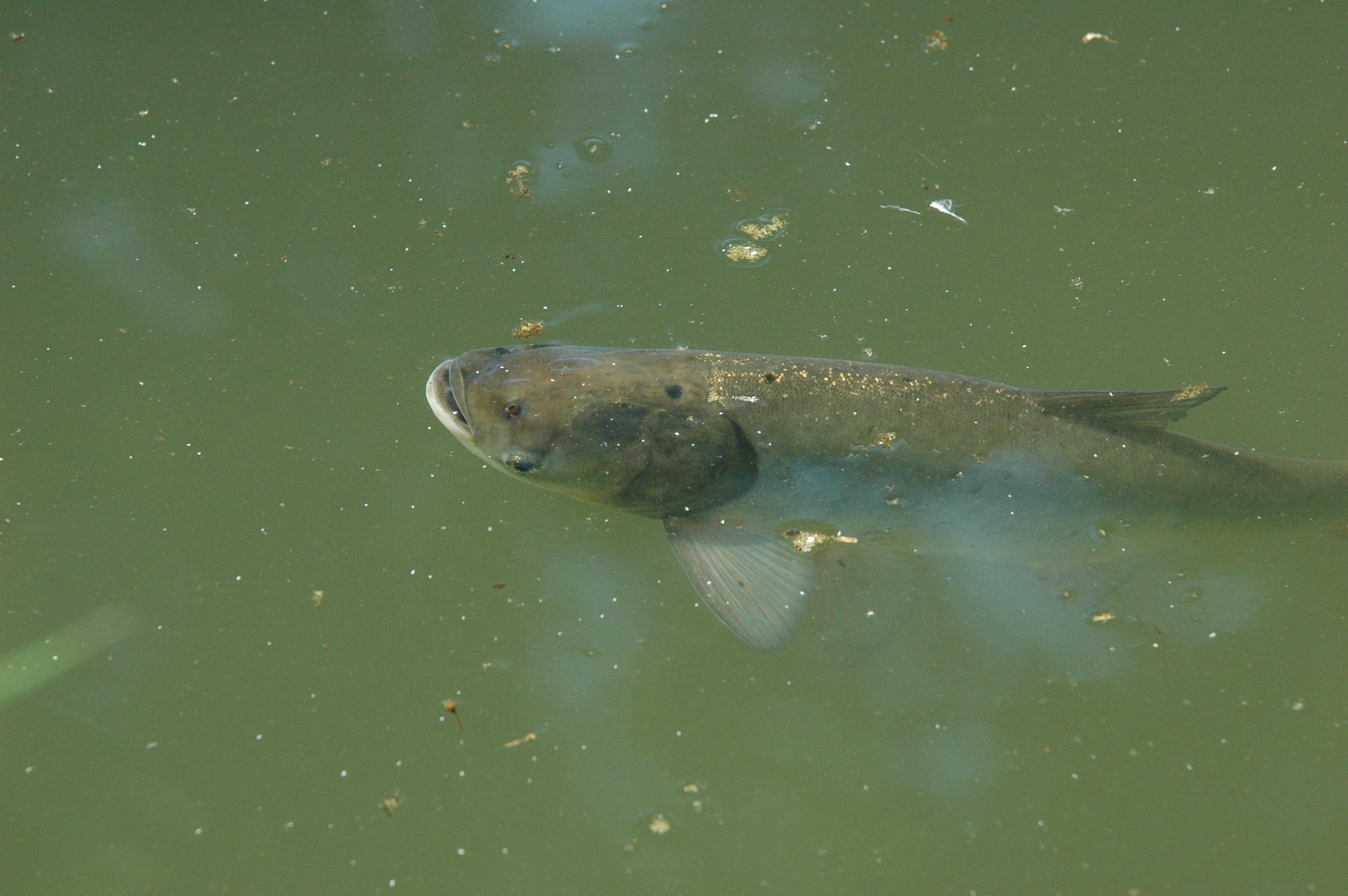
水面に顔を出したハクレン

コクレンと同様に古来中国、台湾などで食用に養殖されてきた家魚のひとつである。中国では華南を中心に、四大家魚を同じ養殖池を使って養殖することが行われてきた。現代の大規模な養殖法では別々に養殖されるが、四大家魚を含む全淡水魚の内で3番目に出荷量が多く、2010年には中国全体で360.8万トンが出荷された。省別では、湖北省（59.8万トン）、江蘇省（46.1万トン）、湖南省（39.8万トン）、安徽省（26.5万トン）、江西省（24.5万トン）、四川省（22.2万トン）、広東省（21.2万トン）、山東省（20.1万トン）の順であった。

## 利用
アオウオ、ソウギョ、コクレンと共に中国の「四大家魚」と称される。中国では中華料理の食材として一般的で、各地で養殖され、販売されている。小骨が多いが、淡泊な味で、蒸し魚、唐揚げ、スープなど、各種の料理に用いる。コクレンよりは劣るが、頭が大きく味が良いため、頭だけを蒸したり、土鍋で煮る料理もある。四川の名物料理「水煮魚」（魚の唐辛子煮）、「酸菜魚」（青菜の漬け物と魚の鍋料理）には本種を用いることが多い。
日本にも当初は食用目的で移入されたが、他に選択肢の多い日本では普及しなかった。湖沼富栄養化の原因のひとつでもあるアオコも食べるため、かつてはアオコ除去の目的で日本各地に放流された。一般的にはあまり釣りの対象とはならないが、その魚体の大きさゆえに、ゲームフィッシングの対象とする釣り人もいる。
魚粉として肉骨粉の代わりに畜産（養鶏・養豚など）飼料や魚類の養殖飼料や有機肥料として利用される。
外来魚駆除の取り組みとして地産地消品として有効利用されている。